# Czesław Malec
Czesław Malec (Krzemieniec, 1941. június 26. – Assevent, Franciaország, 2018. július 18.) Európa-bajnoki bronzérmes lengyel kosárlabdázó.

## Pályafutása
A Wisła Kraków kosárlabdázója volt. Három lengyel bajnok címet nyert a csapattal. Az 1965-ös és az 1967-es Európa-bajnokságon bronzérmet szerzett a lengyel válogatott tagjaként. Az 1968-as mexikóvárosi olimpián hatodik helyen végzett a csapattal.

## Sikerei, díjai
Lengyelország
- Európa-bajnokság
  - bronzérmes (2): 1965, 1967

 Wisła Kraków
- Lengyel bajnokság
  - bajnok (3): 1961–62, 1963–64, 1967–68